# Comuna Vorobiivka, Velîka Mîhailivka
Vorobiivka (în ucraineană Воробіївка) este o comună în raionul Velîka Mîhailivka, regiunea Odesa, Ucraina, formată din satele Iurașeve, Vorobiivka (reședința) și Vorobiove.

## Demografie
Componența lingvistică a comunei Ceapaieve
     Ucraineană (90,68%)
     Română (4,33%)
     Rusă (2,89%)
     Alte limbi (0,13%)
Conform recensământului din 2001, majoritatea populației comunei Ceapaieve era vorbitoare de ucraineană (90,68%), existând în minoritate și vorbitori de română (4,33%), rusă (2,89%) și armeană (1,31%).